# Mantidactylus blanci
Mantidactylus blanci é uma espécie de anfíbio da família Mantellidae.
É endémica de Madagáscar.
Os seus habitats naturais são: florestas subtropicais ou tropicais húmidas de baixa altitude, regiões subtropicais ou tropicais húmidas de alta altitude e florestas secundárias altamente degradadas.
Está ameaçada por perda de habitat.